# Holobyt (album)
Holobyt (2016) je třetí studiové album Martiny Trchové. Nahrála ho se svým doprovodným triem Patrikem Henelem, Radkem Polívkou a Petrem Chloubou a s několika hosty. Obsahuje 12 písniček, všechny texty a většina melodií jsou dílem Martiny Trchové, autorem nebo spoluautorem hudby několika písniček je Patrik Henel. Obal alba vytvořila Martina Trchová.
Uvedení alba se odehrálo v Malostranské besedě, hlavním hostem večera byla Melanie Scholtz.
Album bylo oceněno Andělem v kategorii folk & country.

## Seznam písniček
1. „Domů do Manin“ – 2:47
2. „Balkónové blues“ – 4:06
3. „Strach“ – 3:39
4. „Pole setá cizím mákem“ – 5:13
5. „Holešovické paničky“ – 3:06
6. „Tiché bubnování“ – 4:59
7. „Holobyt“ – 1:39
8. „Tělo“ – 5:05
9. „Vidličky a nože“ – 3:11
10. „Ať se na nic neptám“ – 2:41
11. „Věci v pohybu“ – 3:13
12. „Mravenci“ – 2:59

## Nahráli
- Martina Trchová – zpěv, kazoo
- Patrik Henel – kytary, zpěv
- Radek Polívka – kontrabas
- Petr Chlouba – bicí, perkuse
- hosté
  - Bharata Rajnošek – basklarinet (4), klarinet (5), křídlovka (4), příčná flétna (4), sopránsaxofon (8), tenorsaxofon (12), trubka (3, 11)
  - Mário Bihári – akordeon (5, 6, 9)
  - Radek Kašpar – Fender piano (1, 10)
  - Tomáš Harant – aranžmá a hudební supervize (7)

## Hudba
- Martina Trchová (1–9, 11, 12)
- Patrik Henel (1–2, 4–6, 8–12)

## Aranžmá
- Trio
- Tomáš Harant (7)